# Torborg Nedreaas
Torborg Nedreaas (Bergen, 13 de noviembre de 1906-Nesodden, 30 de junio de 1987), escritora noruega.
Comenzó su carrera literaria con la publicación de los cuentos Bak skapet står øksen en 1945 que versaban en su mayoría sobre las vivencias del pueblo noruego en la Segunda Guerra Mundial, durante la ocupación nazi. Pero saltó a la fama dos años después con Nada crece a la luz de la luna. En 1950 obtuvo el Premio de la Crítica de su país y en 1964 el Premio Dobloug.
Hasta 1947, vivió en Leirvik, en el condado de Hordaland, antes de establecerse Nesodden. Era profesora de música, pero escribió sobre todo guiones para teatro y televisión.
Nedreaas era feminista y fue llamada en ocasiones «la Simone de Beauvoir noruega» por su contundente defensa de los derechos de las mujeres. Se opuso a la entrada de Noruega en la OTAN.

## Obra
- Bak skapet står øksen – relato corto (1945)
- Før det ringer tredje gang – relato corto (1945)
- Nada crece a la luz de la luna – novela[1] (1947)
- Trylleglasset – relato corto (1950)
- De varme hendene – relato corto (1952)
- Den siste polka – relato corto (1953)
- Musikk fra en blå brønn – novela (1960)
- Ytringer i det blå – ensayo (1967)
- Ved neste nymåne – novela (1971)
- Det dumme hjertet – obra de teatro (1978)
- Vintervår – ensayo (1982)
- Gjennom et prisme – colección de texteos (1983)
- Noveller – og noen essays – relatos, ensayos (1995)

## Premios
- Kritikerprisen 1950 por Trylleglasset
- Doblougprisen 1964
- Mads Wiel Nygaards legat 1966
- Det Norske Akademis Pris 1986